# گلدن دراگون
گلدن دراگون (انگلیسی: Golden Dragon) شرکت خودروسازی چینی است، که در سال ۱۹۹۲ تأسیس شد.